# 法国国家高等残疾青年教育教学研究院
法国国家高等残疾青年教育教学研究院是法国国民教育的培训中心。大约八十名学者在残疾和学校教育方面培训国家教育工作人员。它是巴黎卢米埃尔大学的一部分。